# Reykholt (Borgarbyggð)
Pour les articles homonymes, voir Reykholt.
Reykholt est une localité islandaise de la municipalité de Borgarbyggð située à l'ouest de l'île (100km au nord de Reykjavik), dans la région de Vesturland. En 2011, le village comptait 48 habitants.

## Toponymie
Reykholt veut dire « Colline des fumées » association des mots Reykur (fumée, vapeur) et Holt (colline).
Reykur étant aussi à l'origine du nom de Reykjavik.

## Histoire
Le village est étroitement lié au nom du poète et homme politique Snorri Sturluson (1179 - 1241), dont l’influence sur l’Islande médiévale ne doit pas être négligée. Il passa une grande partie de sa vie dans ce village et y fut assassiné à cause d’intrigues politiques. On peut encore visiter les restes de sa ferme que des archéologues ont retrouvée. Une bibliothèque sur place s’occupe de ses œuvres.
Au Moyen Âge, Reykholt fut généralement un des centres intellectuels du pays, entre autres une des écoles les plus importantes de l’île s’y trouvait.

## Patrimoine naturel et architectural
Dans les environs, à Húsafell, il y a les cascades Hraunfossar, où, sur une distance d’à peu près un kilomètre, une multitude de ruisseaux sort d’un champ de lave et se jette dans la rivière Hvítá. Une autre cascade, le Barnafoss, se trouve dans les environs. On peut aussi visiter de là les caves dans la lave du Hallmundarhraun, comme  Surtshellir.
Sur le chemin vers Borgarnes, on passe devant les sources chaudes les plus puissantes du pays : Deildartunguhver. Elles produisent 180 litres d’eau par seconde à une température de 100 degrés. L’eau est utilisée pour le chauffage de toute la région et chauffe un grand nombre de serres.